# Gus Pope
Augustus Russell „Gus” Pope (ur. 29 listopada 1898 w Seattle, zm. w 1953) – amerykański lekkoatleta (dyskobol), medalista olimpijski z 1920.

## Przebieg kariery
Zdobył brązowy medal w rzucie dyskiem na igrzyskach olimpijskich w 1920 w Antwerpii (wyprzedzili go Finowie Elmer Niklander oraz Armas Taipale). Na kolejnych igrzyskach olimpijskich w 1924 w Paryżu zajął w tej konkurencji 4. miejsce.
Zdobył mistrzostwo Stanów Zjednoczonych (AAU) w rzucie dyskiem w latach 1920–1922 oraz wicemistrzostwo w latach 1923–1925, a srebrny medal w 1924 i brązowy w 1921 w pchnięciu kulą. Był także akademickim mistrzem USA (NCAA) w pchnięciu kulą i w rzucie dyskiem w 1921.

## Rekord życiowy
- rzut dyskiem – 46,50 m (1921)[1]